# Charlotte van Pallandt
Charlotte van Pallandt (Arnhem, 24 de septiembre de 1898 - Noordwijk, 30 de julio de 1997) fue una pintora y escultora de los Países Bajos. Es considerada como una de las escultoras neerlandesas más importantes del siglo XX.

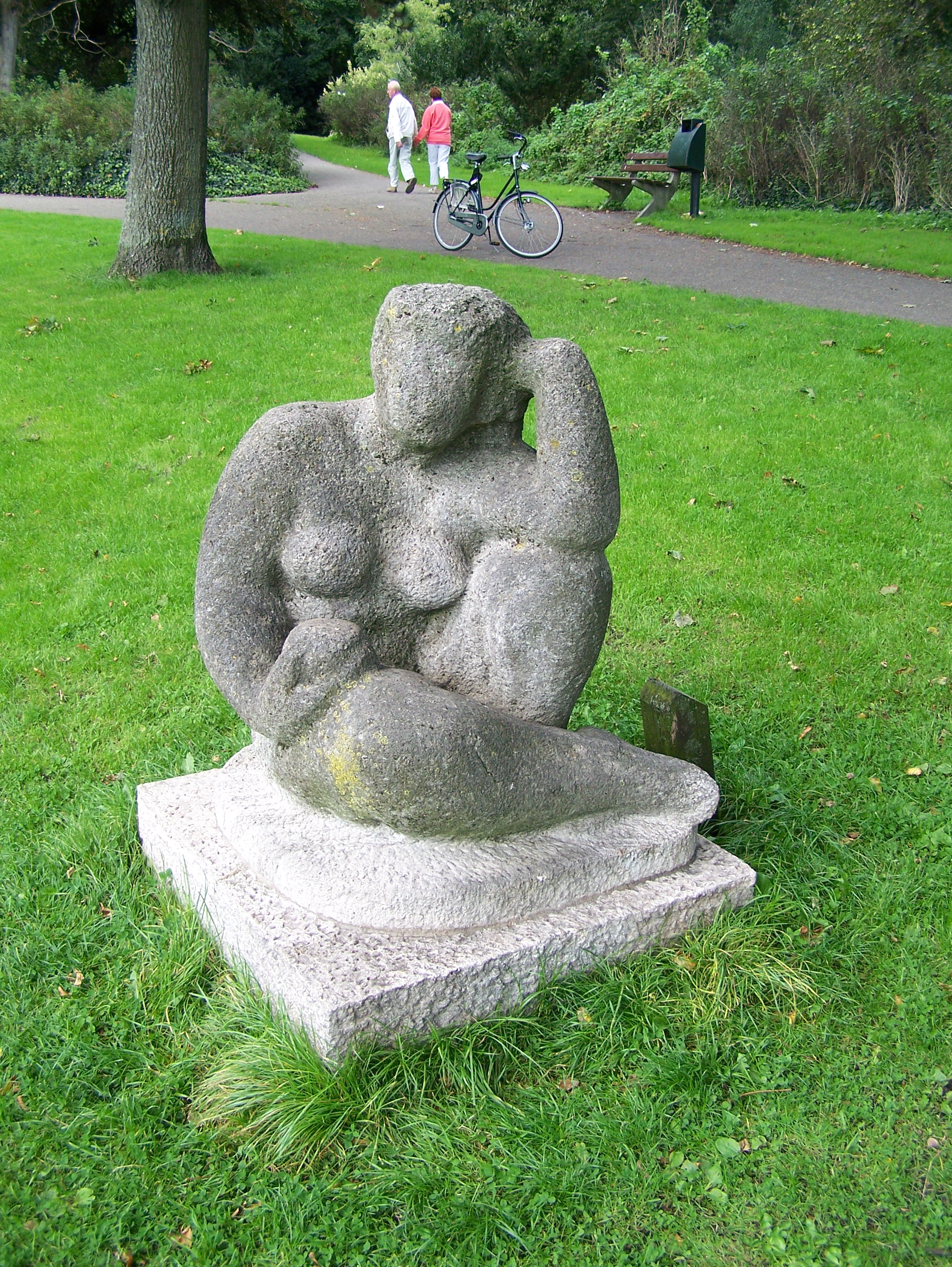
"Zittende vrouw" (mujer sentada), Clarissenbolwerk ,Alkmaar.

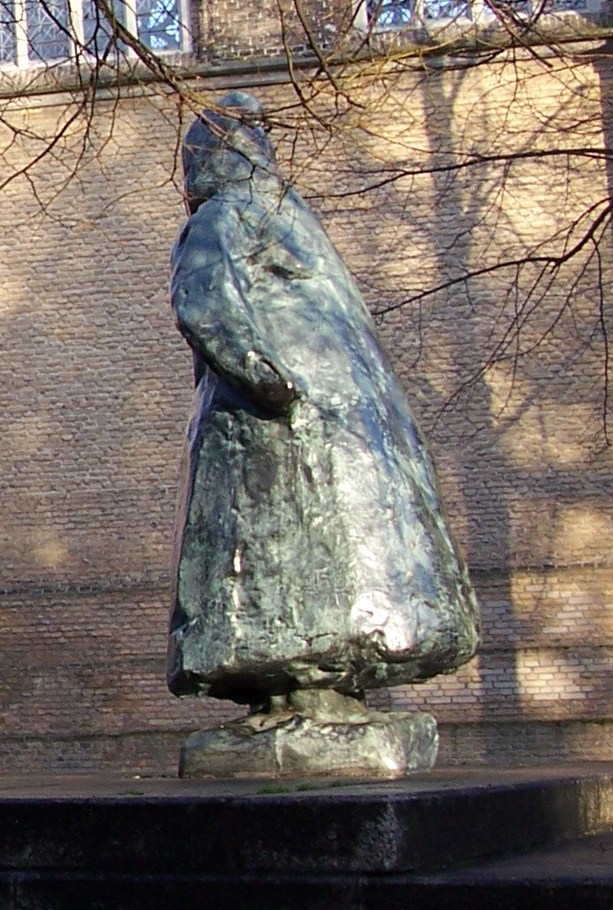
Estatua de la Reina Guillermina.

## Datos biográficos
Desde su juventud Pallandt mostró unas aptitudes notables para el arte. Entre sus preferencias se encontraban el dibujo, la pintura y tocar el piano. Su condición de mujer le trajo algunas dificultades a la hora de seguir una carrera artística. Después de su matrimonio con el diplomático Adolph graaf van Rechteren, termina tras cuatro años su relación en los tribunales en 1923. Hasta 1928 estuvo activa como pintora, desde 1929, empezó a esculpir.
Pallandt siguió, entre otros, un curso en París. En 1968 produjo la famosa estatua en bronce de la reina Guillermina, que se encuentra frente al Palacio Noordeinde de La Haya. Anteriormente, en 1953, hizo una estatua de la reina Juliana. Pallandt estuvo especializada en las cabezas de retratos y desnudos. Enseñó a la reina Beatriz, cuando era princesa.
Pallandt trabajó mucho con la modelo Truus Trompert, de la cual tiene una serie de dibujos y esculturas. Desempeñó un papel importante en la obra de la escultora. Pallandt era amiga del pintor Kees Verwey.
Charlotte Pallandt trató sus imágenes dentro de los volúmenes máximos y las direcciones en un plan para lograr una organización estructural abstracta. Formó parte del grupo de abstracción figurativa.

## Obras
Entre las mejores y más conocidas obras de Charlotte van Pallandt se incluyen las siguientes:
- "Zittende vrouw" (mujer sentada), Clarissenbolwerk, Alkmaar
- Estatua de la Reina Guillermina de La Haya
- desnudo de mujer con el brazo levantado , (1932) bronce
- autorretrato en bronce, 1946
- Torso desnudo de mujer, bronce 1943de estos torsos existen diferentes versiones con acabados en metal pulido  o con pátina negra
- retrato de la señora Duintjer  , cabeza de bronce 1959 ,.
- Inclinada hacia adelante (Voorover leunend), bronce
- Retrato de Adriaan Roland Holst, bronce (subastado por Cristies, ver:  (enlace roto disponible en Internet Archive; véase el historial, la primera versión y la última).)

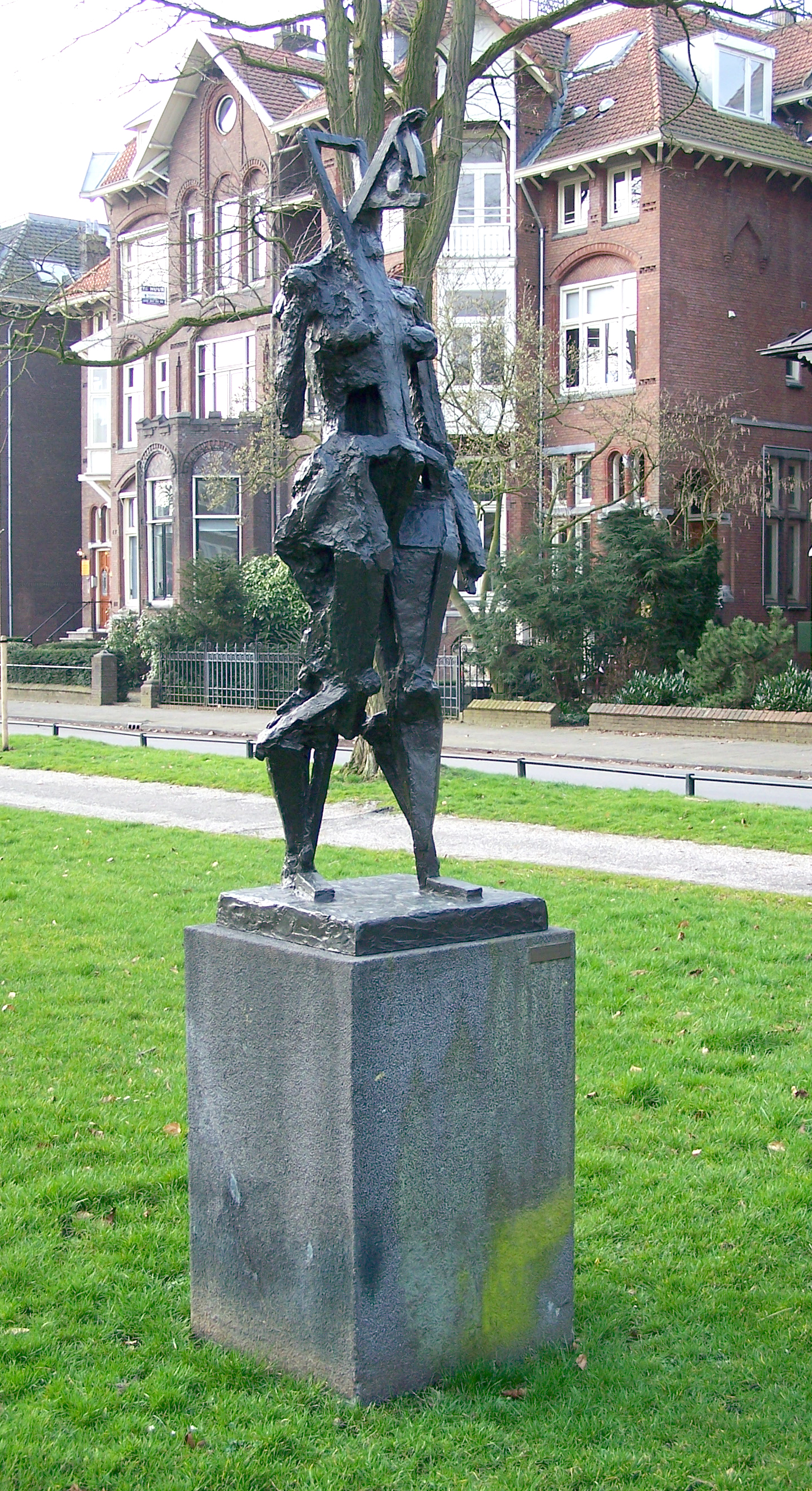
Mujer, en Utrecht
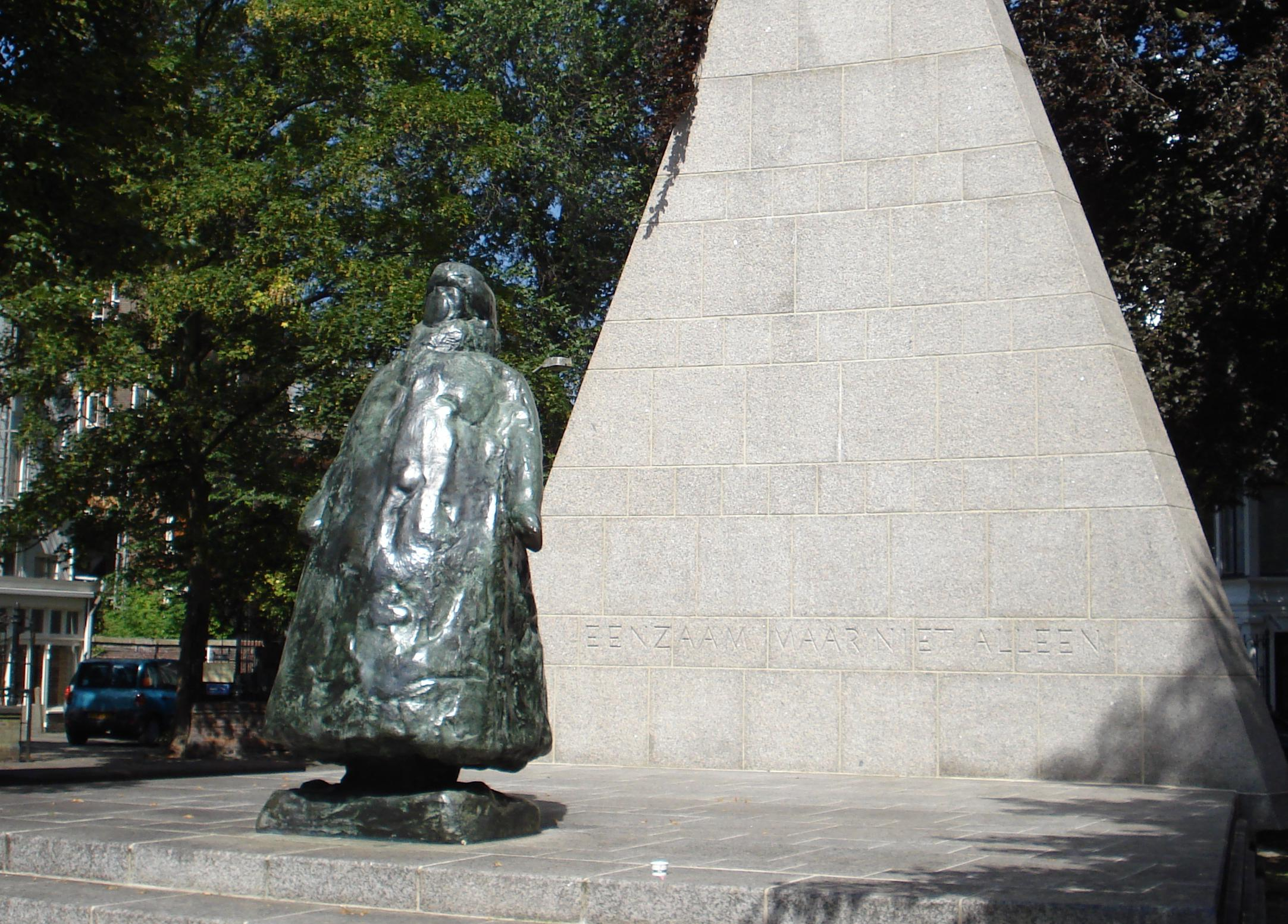
Reina Guillermina
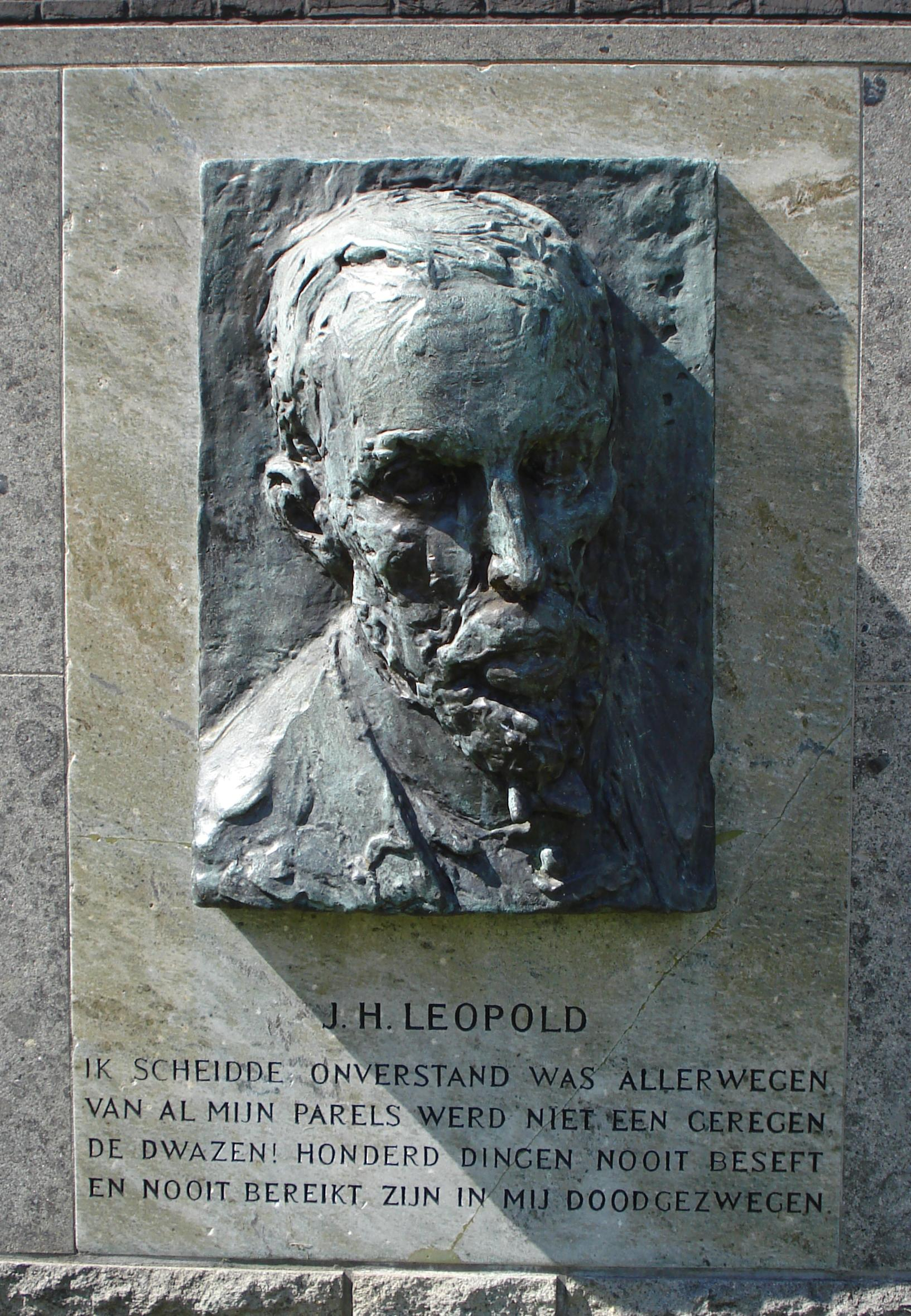
Retrato de Leopoldo
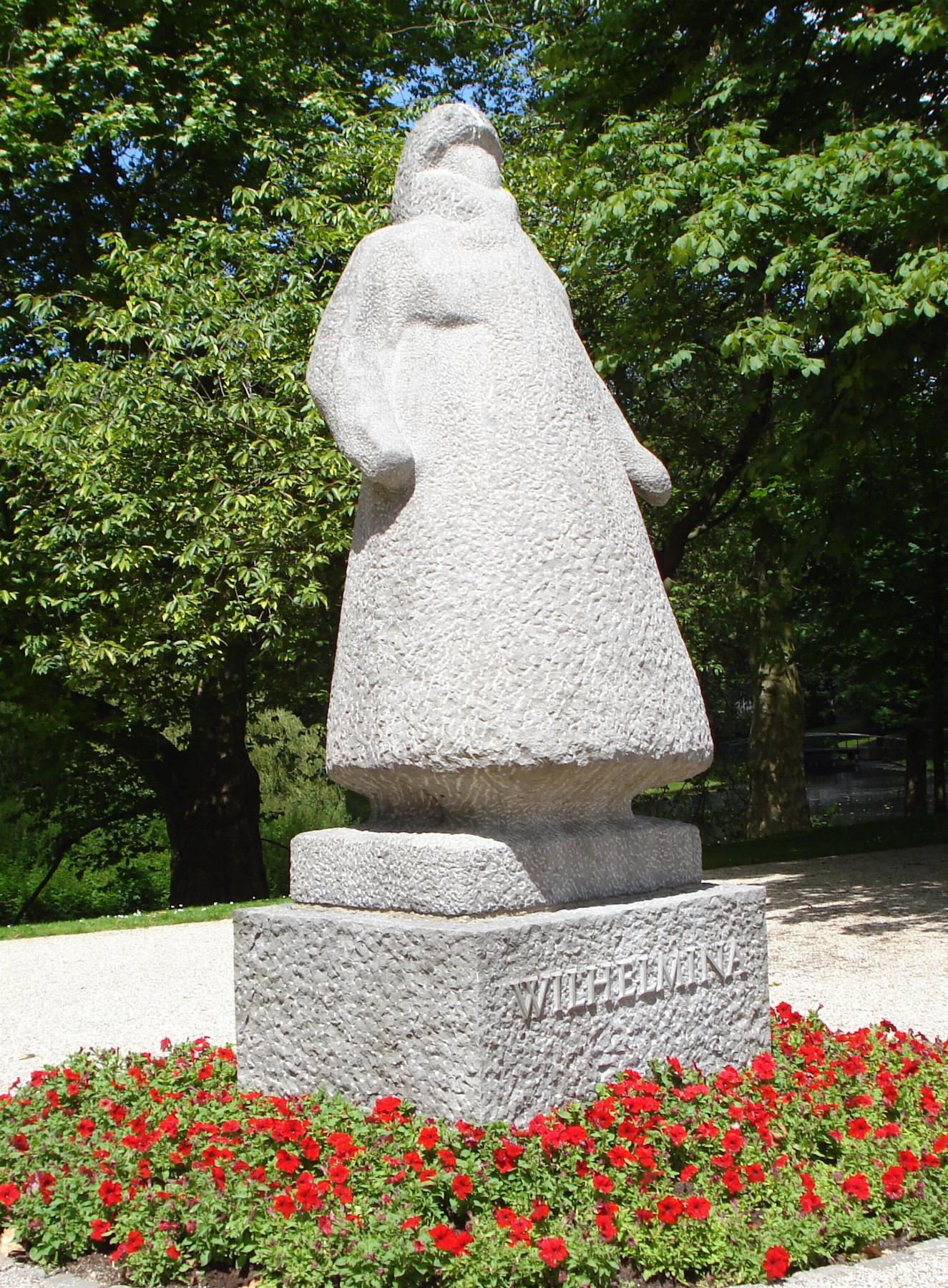
Reina Guillermina